# Gli affetti più grandi vinti dal più giusto
Gli affetti più grandi vinti dal più giusto es una ópera en tres actos de Giovanni Bononcini sobre un texto de Donato Cupeda. Compuesta en 1701, se estrenó en Viena el 30 de agosto de ese mismo año, de con la ocasión del cumpleaños del príncipe heredero al trono del Imperio, el futuro José I de Austria.

## Historia
La pieza fue comisionada por Guillermina Amalia de Brunswick-Luneburgo, esposa de José de Habsburgo y futura emperatriz. Esta ópera se inscribe dentro de una tradición (comenzada por Antonio Draghi) de celebrar aniversarios, nacimientos, enlaces, onomásticas... de la familia real austriaca emparentándolos con sucesos de la antigüedad. Según J. Walter Hill:

Entre 1666 y 1700 Draghi compuso cerca de 120 óperas. [...] para la corte imperial, muchas de ellas sobre sus propios libretos [...] Los temas de sus libretos están tomados de la historia y la mitología griega y romana, con un tratamiento alegórico para promover la gloria, la majestad y las reivindicaciones históricas del emperador Leopoldo I.

Siguen esta larga tradición las óperas, además de las de Bononcini, La Clemenza di Augusto de Johann Joseph Fux o Caio Marzio Coriolano de Antonio Caldara, por citar algún ejemplo de los compositores más famosos activos en la corte vienesa en una época. 
Gli affetti es la segunda que el compositor estrenó en la corte de Viena, tras La Fede Pubblica, representada para celebrar -precisamente- el cumpleaños de Guillermina Amalia. Con la muerte de Draghi en 1700, Bononcini vino a sustituir el trabajo de aquel, convirtiéndose en un autor de moda entre el público vienés y el compositor favorito del futuro emperador José I. Hasta 10 óperas le fueron comisionadas a Bononcini bajo estos pretextos en el periodo 1699-1710, además de diversos oratorios y piezas escénicas varias. En 1711, año de la muerte de José de Habsburgo, Bononcini volvería a Roma para continuar con su carrera.
Pese a su presumible éxito no se tiene constancia de ninguna reposición y su manuscrito sigue custodiado en los archivos de la Biblioteca Nacional de Austria, habiendo sido digitalizado el primer acto.

## Personajes
| Personajes                                           | Tesitura      | Elenco del estreno, 8 de agosto de 1701 (Director de orquesta: desconocido) |
| ---------------------------------------------------- | ------------- | --------------------------------------------------------------------------- |
| Artabano -Perolla- hijo de Calavio, amante de Alvira | castrato      | Francesco Ballerini                                                         |
| Alvira, amante de Artabano, hija de Annibale         | soprano       | Anna Maria Elisabetta Nonetti Badia, "Lisi".                                |
| Calavio, príncipe del Senado de Capua                | bajo          | Rainieri Borrini                                                            |
| Dorierene, hija de Calavio, amante de Flavio         | mezzo-soprano | Cannegonda ?                                                                |
| Flavio, amante de Dorienne                           | castrato      | Salvatore Mellini                                                           |
| Annibale, comandante de los Africanos                | tenor         | Carlo Costa                                                                 |
| Idraspe, tirano de Capua                             | bajo          | Cerrini ?                                                                   |

## Argumento
La trama, inscrita en la estética de Draghi, bebe de las fuentes clásicas más puras. Siguiendo la narración del libro veintitrés de la Historia de Roma desde su fundación de Tito Livio, la acción se desarrolla en Capua. Allí el general cartaginés Aníbal, dentro de su campañas militares contra Roma, pasa el invierno con sus tropas. Atarbano y otros nobles capuanos están definitivamente en contra de la presencia cartaginense en la ciudad, pero otros piensan que les puede beneficiar si Aníbal toma Roma, gratificándoles en el futuro por su hospitalidad. Atarbano y su padre, Calavio, son grandes patriotas y no son dan su brazo a torcer, convenciendo al pueblo de que no se alzase en armas contra el senado en pro de la dominación cartaginesa. Ambos son invitados a un gran festín en casa de Idraspe al que también acude el propio Aníbal. Tras fingir su satisfacción por la comida y la compañía, Artabano habla con su padre sobre la posibilidad de matarlo y acabar con sus problemas - y los de Roma- de una vez por todas, sin embargo su padre, que también arde en deseos de acabar con Aníbal, le hace ver a su hijo que asesinar a un huésped en casa de otro es un pecado mortal castigado por los dioses.

## Estilo musical
Bononcini trabaja en Viena una mixtura de estilos. Parte de su propio estilo personal, pero quiere también agradar al público vienés, que está habituado a un tipo de ópera heredero de autores como Antonio Cesti o Francesco Cavalli. Recordemos que el estilo de Draghi "está en la línea de lo que predominaba en Venecia en aquella época, pero con más ballets, piezas para conjuntos instrumentales y coros". Sin embargo, llama la atención la ausencia de estos hasta el final de la obra.
La orquesta con la que Bononcini cuenta es reducida. Escribe para dos violines, violas y bajo continuo; los violines están omitidos o doblados -al unísono- en muchas arias, dejando a la voz nada más que el acompañamiento del continuo.A veces estas arias de instrumentación reducida concluyen con un ritornello con toda la orquesta; además de ciertos ballets que salpican la partitura. En cuanto a los números, son principalmente arias, y la estructura que se emplea en todas ellas es el aria da capo. 
Su sinfonía en tres movimientos resulta breve pero inusual: Comienza con un presto en si bemol mayor en el que pasajes vertiginosos en los bajos dan pie a una orquesta que juega con contrastes de dinámicas e imitaciones. Un tempo lento de valores largos en sol menor, da pie a un allegro en si bemol mayor marcado por el ritmo danzable y los recurrentes tresillos.